# ミハイル・スコベレフ
ミハイル・ドミトリーエヴィチ・スコベレフ（ロシア語: Михаи́л Дми́триевич Ско́белев、1843年9月29日 − 1882年7月7日）は、ロシア帝国の軍人。歩兵大将。コーカンド・ハン国の併合、露土戦争、トルクメニスタンの占領等で活躍した。

## 経歴
ペテルブルクのペトロパヴロフスク要塞出身。陸軍少尉ドミトリー・スコベレフ（のち陸軍中将）の息子。パリのジラルデ寄宿学校で学び、数か国語を習得した。1861年、ペテルブルク大学に合格したが、同大学が学生蜂起のため閉鎖されたため、軍人の道を進み、近衛重騎兵連隊に配属された。
1863年、休暇で父の住むポーランドに向かったが、同地の1月蜂起の鎮圧に志願した。1864年、近衛グロドノ軽騎兵連隊転属を志願し、反乱軍残余部隊の鎮圧に参加した。1868年、参謀本部アカデミーを卒業し、11月にトルキスタン軍管区に配属された。ブハラ国境での小規模な紛争に従事。1870年、カフカース軍管区に転属し、翌年1871年3月にクラスノボツクの分遣隊に送られ、そこで騎兵隊を指揮した。また、ヒヴァへのルートの策定という特命を受け、コサックとトルクメン人3人のみを連れ、灼熱の中をサリカミシュ湖の水脈を偵察しつつ9日間でムリカリ～ウズンクユ間の437 km、そして16.5時間でクム～セブシェン間134 kmを踏破した。1日あたりの平均速度は時速48 kmとなる。
1873年、ヒヴァ遠征にニコライ・ロマキン大佐率いるマンギシュラク分遣隊の一員として参加し、1873年-1876年のコーカンド蜂起の鎮圧で活躍した。この結果、コーカンド・ハン国はロシアに併合され、同地にフェルガナ州が設置され、スコベレフは、総督兼軍司令官に任命された。8年間に渡る総督在任時、同化政策を推進した。この間、少将に昇進し、金製武器、四等及び三等聖ゲオルギー勲章を授与された。
1877年-1878年の露土戦争に志願。この時、スコベレフは、敵の的になりやすい白馬に乗り、白い制服、白い制帽を着用したため、兵士達から「白い将軍」と呼ばれた。スコベレフ指揮下の部隊は、露土戦争中、ロフチャ郊外の戦いで勝利し、2度のプレヴナ強襲、バルカン山脈超えの冬季遠征、シェイノヴォ郊外の戦いに参加し、サン・ステファノを占領した。この功績によりスコベレフは、中将に昇進し、大きな名声を得た。
1880年-1881年、遠征隊を指揮し、アシガバート近郊のギョクデペ要塞に立てこもるテケ部族）と戦い、トルクメニスタンを占領した（ギョクデペの戦い）。この功績により、歩兵大将に昇進し、二等聖ゲオルギー勲章を授与された。スコベレフは、ロシアをスラブ世界のリーダーと考え、スラブ人国家の統合を夢見、また、オーストリア・ハンガリーとドイツをスラブ人の敵と見ていた。彼の見解は、国際情勢を複雑にする恐れがあったため、アレクサンドル3世は、スコベレフを欧州から召還した。1882年、心臓麻痺により死去。
1912年、モスクワのトヴョールスカヤ広場に記念碑が建てられたが、1918年、ソビエト当局の命令により撤去された。

## 親族
- 祖父：イヴァン・スコベレフ（ロシア語版）（1778 - 1849）歩兵大将
- 父：ドミトリー・スコベレフ（ロシア語版）中将
- 母：オルガ・スコベレワ（ロシア語版）（1823 - 1880）退役将校で地主のニコライ・ポルタフツェフの子。露土戦争で診療所長を務めた。プロヴディフにて夜盗に殺害される。
- 長妹：ナデジダ・スコベレワ - 陸軍中将コンスタンティン・ベロセルスキー＝ベロゼルスキー（ロシア語版）に嫁ぐ
- 次妹：オルガ・スコベレワ - 元騎兵将校で地主のヴァシリー・シェレメテフ（ロシア語版）に嫁ぐ
- 末妹：ジナイダ・スコベレワ（ロシア語版）（1856 — 1899） - 第5代ロイヒテンベルク公エヴゲーニイ・マクシミリアノヴィッチ（ロシア語版）に嫁ぐ。

## 参考資料
- "Деятели отечественной истории. Биографический справочник", Шикман А.П., Москва, 1997年